# Alea
Alea ("die ontsnapping, beschutting biedt") was een oeroude godheid, wier naam in latere tijd zou gebruikt worden als epitheton voor Athena en - in mindere mate - Hera.
Deze bijnaam van de godin Pallas Athena, die haar aanduidt òf als de godin van een zachte, heilzame warmte, òf als de godin die aan vervolgden en voortvluchtigen een toevluchtsoord verschaft (asylia). De eredienst van Athena Alea was vooral in zwang in het Peloponnesische landschap Arcadië, waar zij nabij de plaats Alea een oude tempel had, die in bijzonder hoog aanzien stond. In deze tempel van Athena Alea zochten onder meer Orestes en de Spartaanse koning Pausanias II een toevlucht. De cultus van Athena werd volgens de overlevering in de 9e eeuw v.Chr. ingevoerd door koning Aleos.